# Cossus
Cossus är ett släkte av fjärilar som beskrevs av Fabricius 1793. Cossus ingår i familjen träfjärilar.

## Bildgalleri

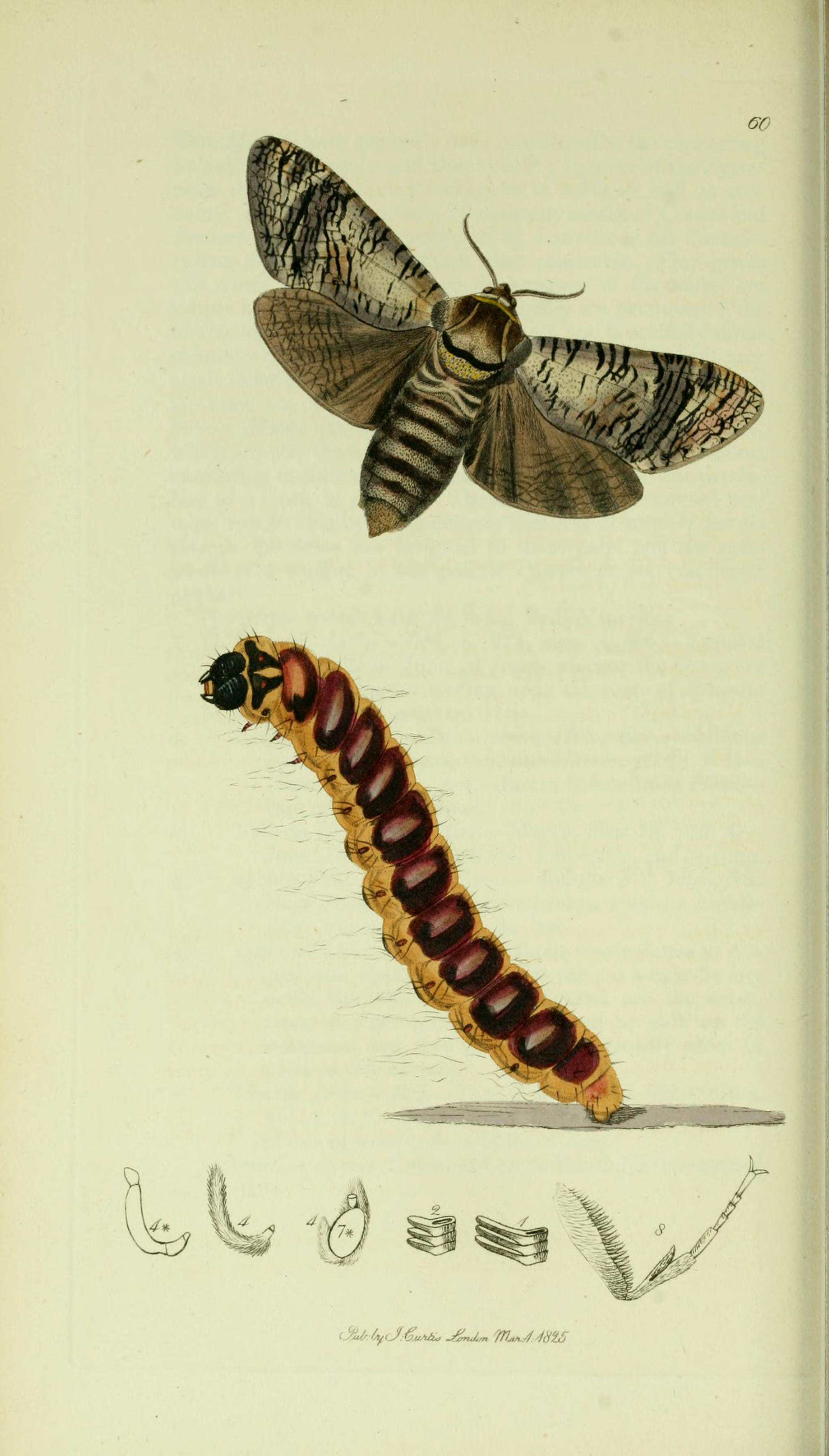
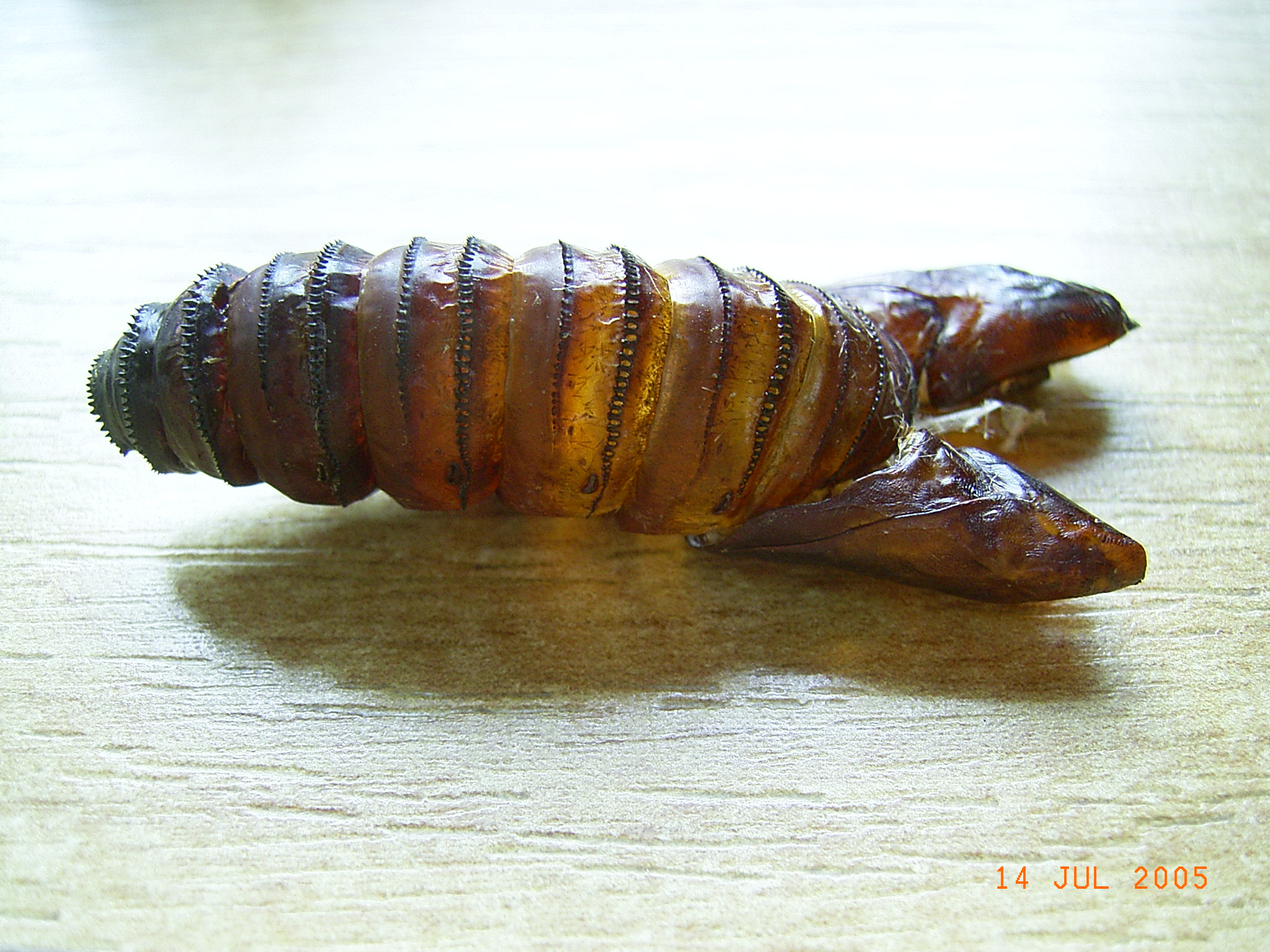
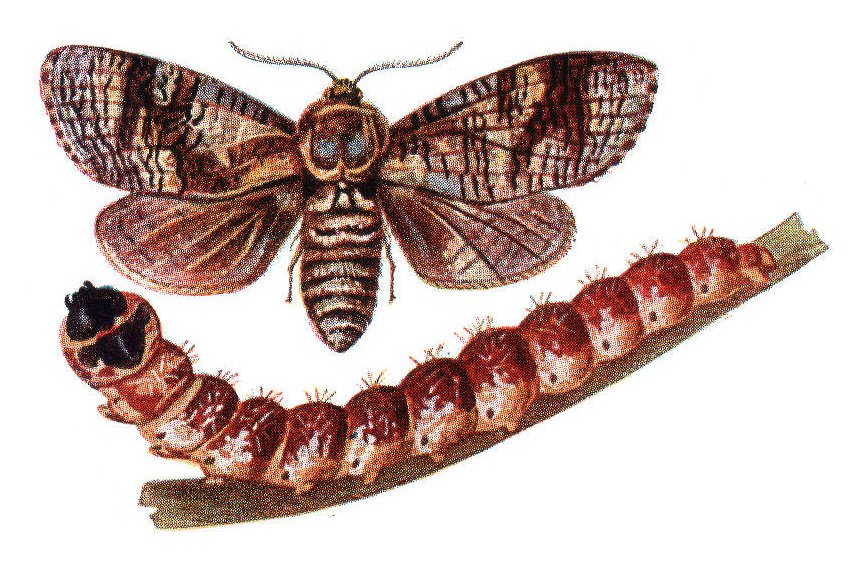
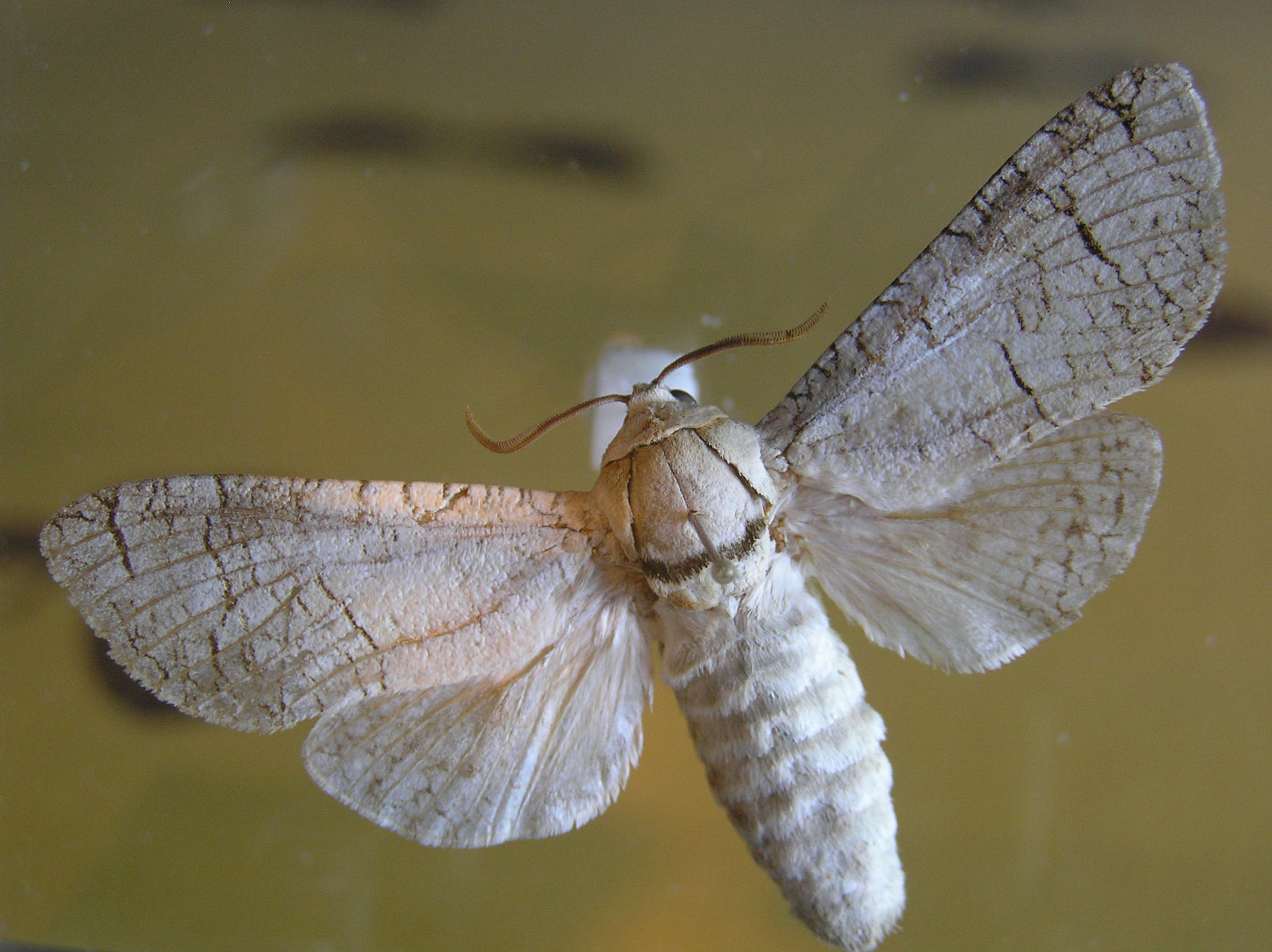
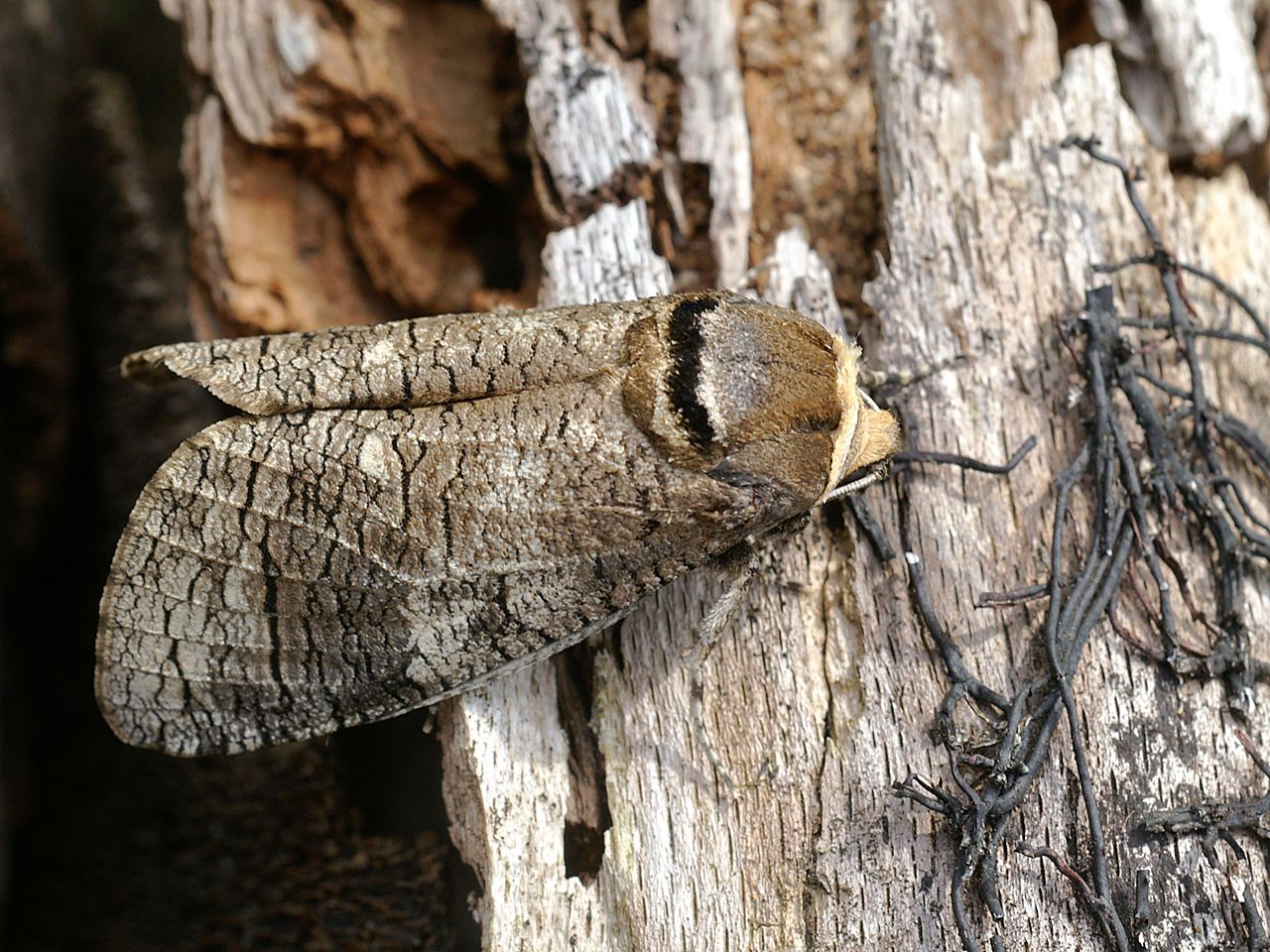
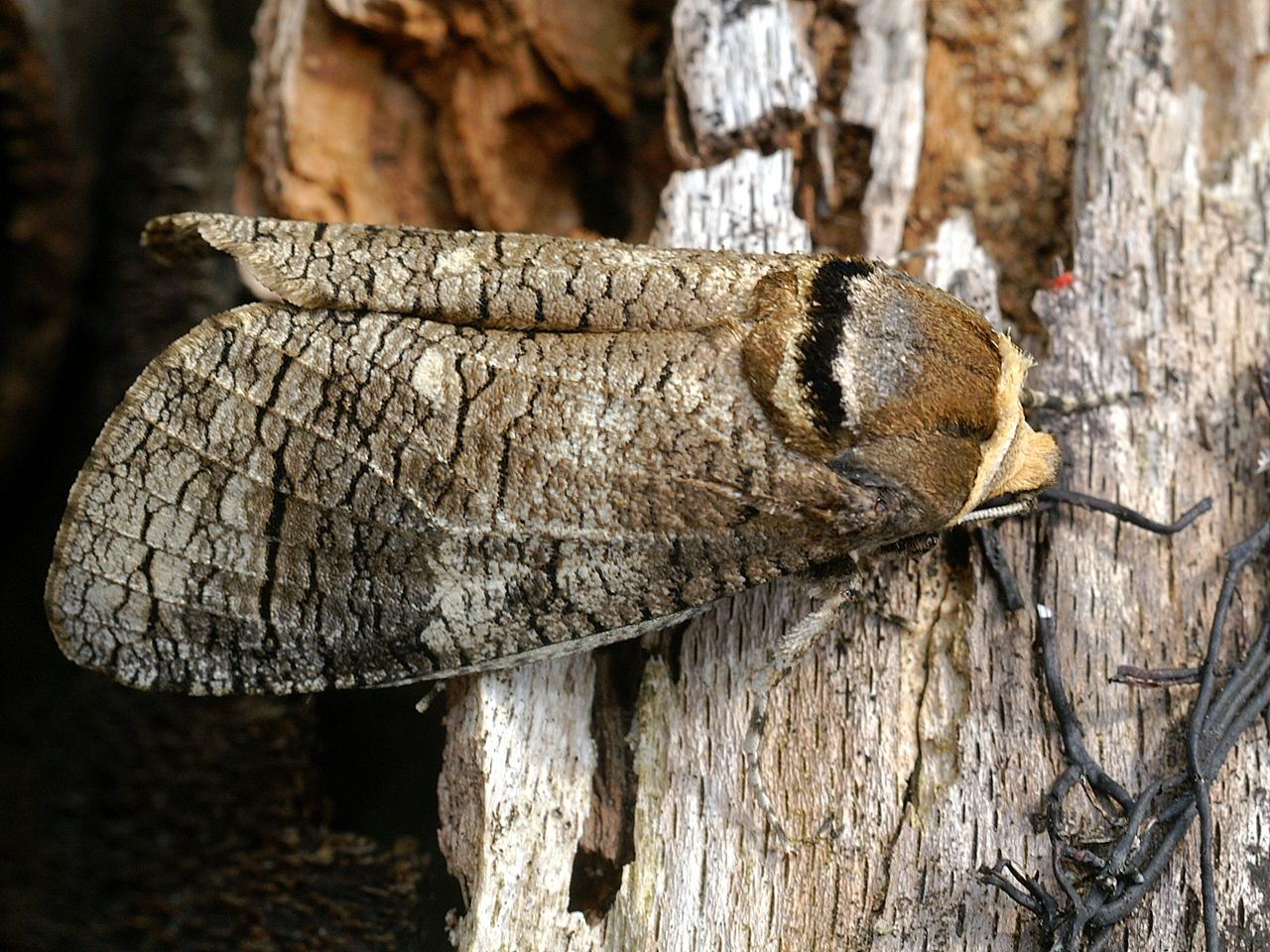

## Dottertaxa tillCossus, i alfabetisk ordning[1][2]
- Cossus abyssinicus
- Cossus aceris
- Cossus acronyctoides
- Cossus aegyptiacus
- Cossus afghanistana
- Cossus airani
- Cossus aksuensis
- Cossus albescens
- Cossus albiplagiatus
- Cossus angrezi
- Cossus araraticus
- Cossus aremniacus
- Cossus aries
- Cossus badiala
- Cossus balcanicus
- Cossus bianchii
- Cossus bohatschi
- Cossus bongiovannii
- Cossus breviculus
- Cossus brunneofasciatus
- Cossus cadambae
- Cossus cashmirensis
- Cossus celebensis
- Cossus centerensis
- Cossus centrimaculatus
- Cossus cheesmani
- Cossus chinensis
- Cossus chloratus
- Cossus cinereus
- Cossus cirrilator
- Cossus colossus
- Cossus cossus
- Cossus crassicornis
- Cossus crassilineatus
- Cossus crucis
- Cossus dentilinea
- Cossus deserta
- Cossus divisus
- Cossus eutelia
- Cossus fanti
- Cossus florita
- Cossus frater
- Cossus fulvosparsa
- Cossus funkei
- Cossus fuscibasis
- Cossus gaerdesi
- Cossus generosa
- Cossus giganteus
- Cossus greeni
- Cossus guttata
- Cossus horrifer
- Cossus hunanensis
- Cossus hycranus
- Cossus incandescens
- Cossus inconspicuus
- Cossus javanus
- Cossus kinabaluensis
- Cossus kossai
- Cossus kwouus
- Cossus lepta
- Cossus ligniperdalis
- Cossus likiangi
- Cossus mauretanicus
- Cossus modestus
- Cossus mokshanensis
- Cossus mongolianus
- Cossus mongolicus
- Cossus mucidus
- Cossus nigeriae
- Cossus nigromaculatus
- Cossus nina
- Cossus omrana
- Cossus orc
- Cossus orientalis
- Cossus osthelderi
- Cossus parvipunctatus
- Cossus parvulus
- Cossus pavidus
- Cossus perplexus
- Cossus polygraphus
- Cossus populi
- Cossus pusillus
- Cossus rectangulatus
- Cossus reussi
- Cossus rufidorsia
- Cossus saharae
- Cossus sakalava
- Cossus sareptensis
- Cossus seineri
- Cossus semicurvatus
- Cossus senex
- Cossus sidamo
- Cossus stertzi
- Cossus stigmaticus
- Cossus streineri
- Cossus striolatus
- Cossus stygianus
- Cossus subnigra
- Cossus subocellatus
- Cossus suffuscus
- Cossus tahamae
- Cossus tahlai
- Cossus tapinus
- Cossus tenebroides
- Cossus toluminus
- Cossus turati
- Cossus unguiculatus
- Cossus uralicus
- Cossus verbeeki
- Cossus vinctus
- Cossus windhoekensis
- Cossus volgensis
- Cossus ziliante